# Husky Computers Limited Husky Hunter
Husky Computers Limited HUSKY HUNTER (HUSKY HUNTER) је био преносиви рачунар, производ фирме Husky Computers Limited који је почео да се израђује у Уједињеном Краљевству током 1984. године.
Користио је NSC 800 4 (Z80 компатибилан) микропроцесор а RAM меморија рачунара HUSKY HUNTER је имала капацитет од 80 kb (прошириво до 144K, 208K, 352K, или 496K). 
Као оперативни систем кориштен је DEMOS (CP/M 2.2 компатибилан).

## Детаљни подаци
Детаљнији подаци о рачунару HUSKY HUNTER су дати у табели испод.
|                       |                                                       |
| [ 1 ]                 |                                                       |
| Произвођач            |                                                       |
| Тип                   | преносиви рачунар                                     |
| Меморија              | 80 (прошириво до 144K, 208K, 352K, или 496K)          |
| Поријекло             | Уједињено Краљевство                                  |
| Година                | 1984                                                  |
| Тастатура             | QWERTY гумена тастатура, тастери смјера               |
| Процесор              |                                                       |
| Фреквенција процесора | 4                                                     |
| RAM                   | 80 (прошириво до 144K, 208K, 352K, или 496K)          |
| ROM                   | 48                                                    |
| Текст                 | 40 x 8                                                |
| Графика               | 240 x 64 тачака, монитор са текућим кристалом         |
| Боја                  | монохром монитор са текућим кристалом                 |
| Звук                  | 1 глас, 4 октаве, програмибилна фреквенција и трајање |
| Димензије             | 21 x 15 x 3 / 1,15                                    |
| Портови               |                                                       |
| Оперативни систем     |                                                       |